# Maj (film)
Maj er en dansk TV-film fra 1982, skrevet og instrueret af Bille August.

## Medvirkende
- Mette Munk Plum – Maj
- Søren Pilmark – Kurt
- Kirsten Rolffes – Lily
- Henrik Koefoed – Fritter
- Buster Larsen – Kai
- Axel Strøbye – Hilmer
- Ole Thestrup – Kurts kollega
- Axel Christensen
- Dorte Ulff-Møller
- John Berglund
- Aage Skourup Larsen
- Hanne Rasmussen
- Marianne Tolstrup
- Kirsten Brabrand
- Ole Borg
- Åge Rasmussen
- Lone Rasmussen
- Kamma Jørgensen
- Berith Fischer
- Finn Gimlinge
- Torben Pedersen
- Hilmar Sørensen